# Rheinfall
De Rheinfall is de grootste waterval van Europa en is gelegen in de Rijn, bij het Zwitserse Schaffhausen, vlak bij de grens met Duitsland.
De Rheinfall is 150 meter breed en 23 meter hoog. Er stroomt 600 kubieke meter (in de zomer) water per seconde over de rotsen in het midden van de Rijn.
In 1921 was de laagste doorstroming gemeten, 95 m³ per seconde. In 1965 is de maximale doorstroming gemeten, 1250 m³ per seconde. De Rheinfall ontstond in de recentste ijstijd, ongeveer 14.000 tot 17.000 jaar geleden.

## Toerisme

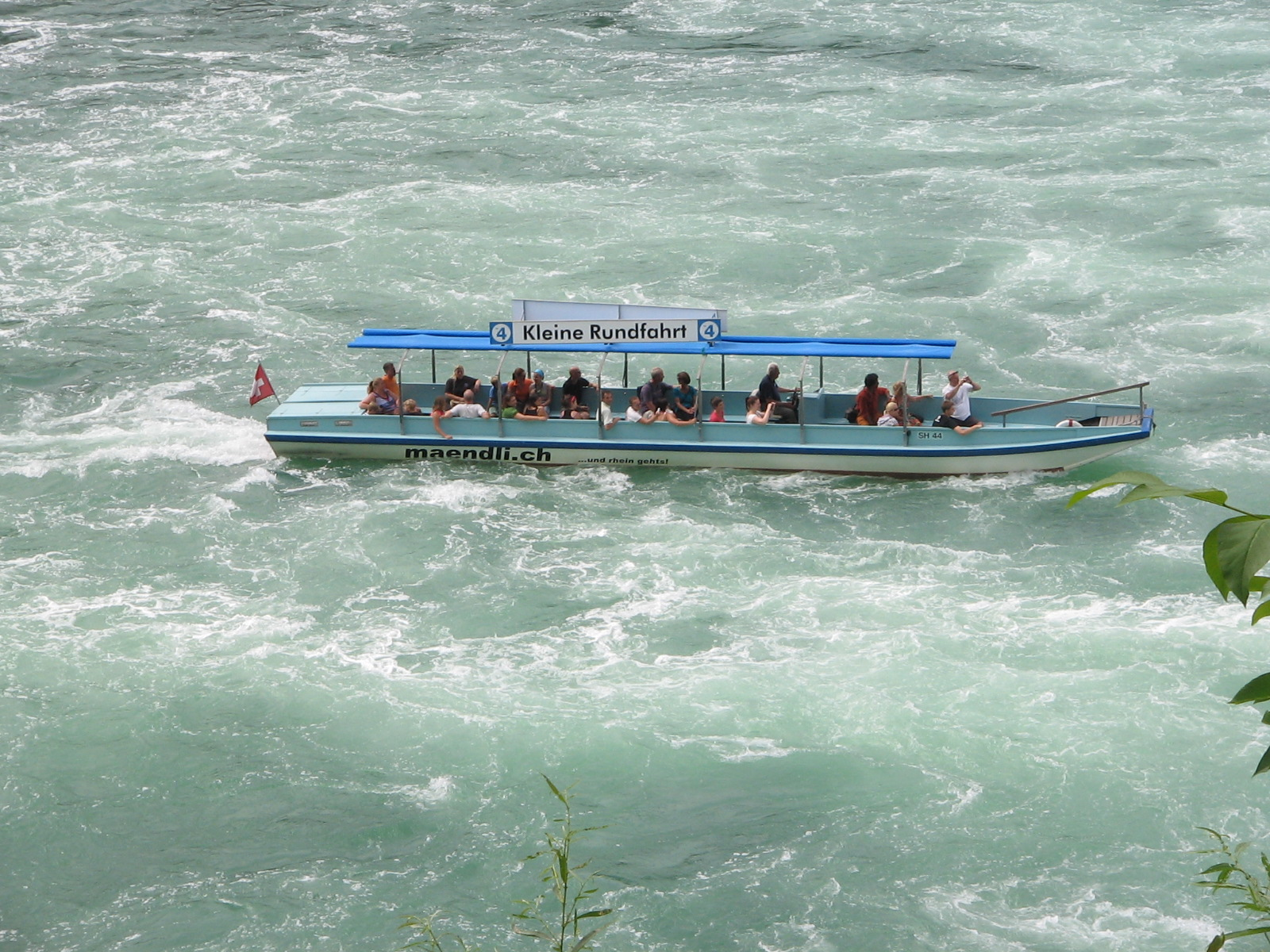
De blauwe boot voor de kleine rondvaart, 2013

Het spectaculaire verschijnsel is een belangrijke toeristische trekpleister.
Het dichtstbijzijnde plaatsje is Neuhausen am Rheinfall, waar toeristen ook Schloss Wörth (kasteel) kunnen bezoeken. Naar de watervallen en de Rheinfallfelsen (rotsen van de waterval), en mede over de Rijn zelf, kunnen verschillende soorten boottochten gemaakt worden. Deze kunnen apart gemaakt worden of na elkaar in een combi-trip (Kombi-Fahrt).
Aan beide kanten van de Rijn zijn uitzichtplatforms gebouwd die een uitzicht bieden over de watervallen. Deze kunnen worden bereikt over steile en smalle trappen (toegang tegen vergoeding aan de kant van Schloss Laufen).
De Rheinfall kan gemakkelijk worden bereikt met de auto, fiets en openbaar vervoer (SBB treinstation Neuhausen am Rheinfall aan de noordelijke kant van de watervallen en SBB treinstation Schloss Laufen am Rheinfall aan de zuidelijke rivieroever). Grote parkeerplaatsen (betalend) zijn gevestigd aan beide kanten van de watervallen.
Toeristen hebben al eeuwen ontzag voor de watervallen. In de 19de eeuw, maakte schilder J. M. W. Turner verschillende kleine en grotere schilderijen van de watervallen, en de dichter Eduard Mörike schreef over de watervallen:

Halte dein Herz, o Wanderer, fest in gewaltigen Händen! Mir entstürzte vor Lust zitternd das meinige fast. Rastlos donnernde Massen auf donnernde Massen geworfen, Ohr und Auge, wohin retten sie sich im Tumult?

(Hou je hart vast, o reiziger, vast in machtige handen! Mijn ontviel, bibberend van plezier, bijna het mijne. Rusteloos wordt gewicht op gewicht gedonderd, oren en ogen, waarheen redden ze zichzelf in zo'n herrie?)
In 1840, bezocht auteur Mary Shelley de watervallen tijdens een tour door Europa met haar zoon. Ze beschreef haar bezoek in een reisverslag dat ze publiceerde in 1844. Ze zegt: 

Een deel van de grote watervallen boog zich over ons op het laagste platform, en de sproei viel als een dikke laag op ons, terwijl we er op stonden en omhoog keken, zagen we golven, en steen, en wolken, en de heldere hemel door zijn glinsterende altijd bewegende omhulling. Dit was een nieuw zicht, dat alles overtrof wat ik ooit hiervoor had gezien; hoewel, terwijl ik er niet door nat geworden was, liet ik snel een traan.

## Galerij

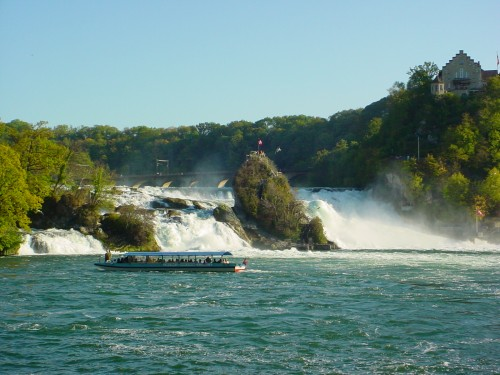
In het ochtendlicht 6u30
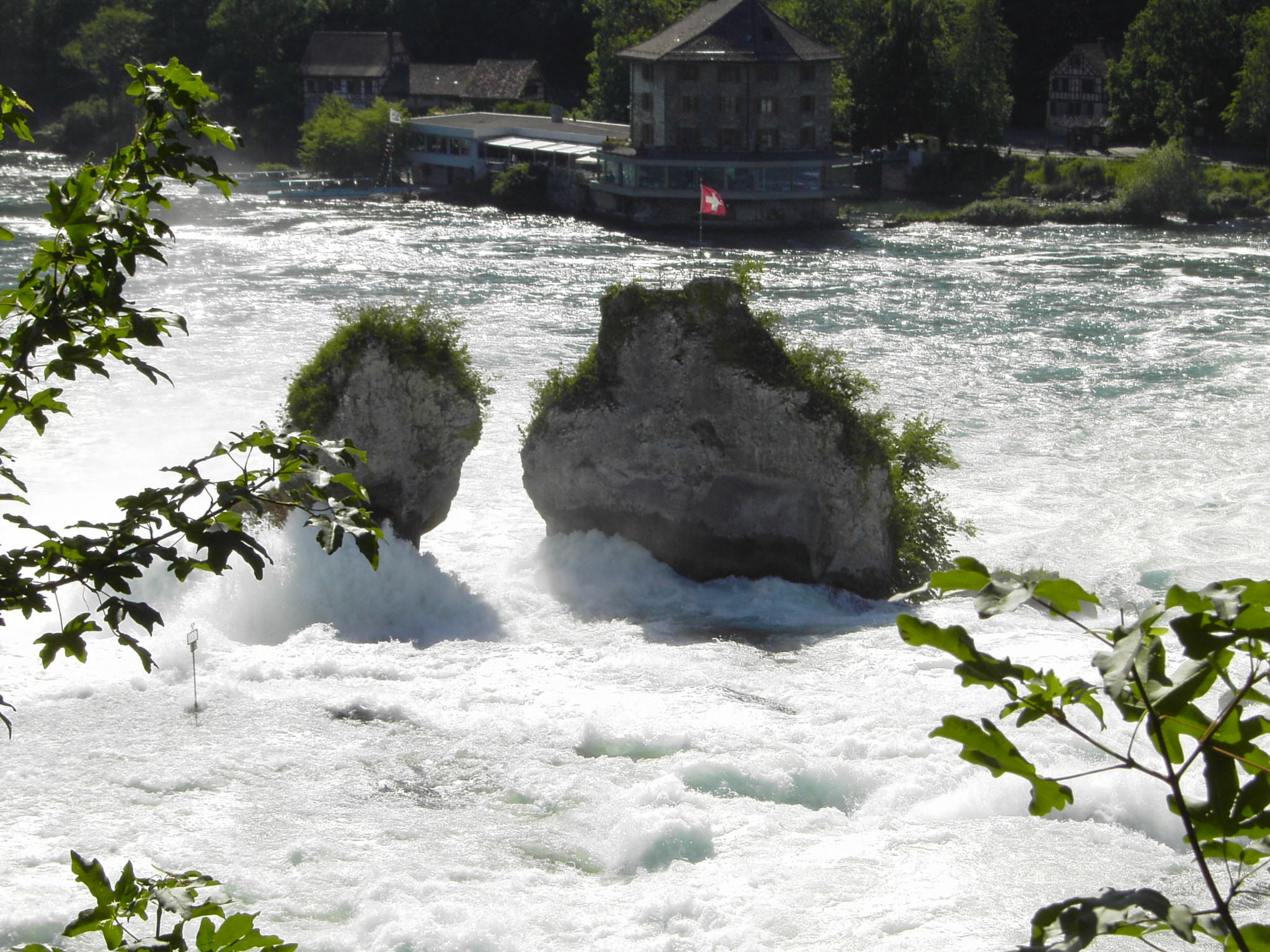
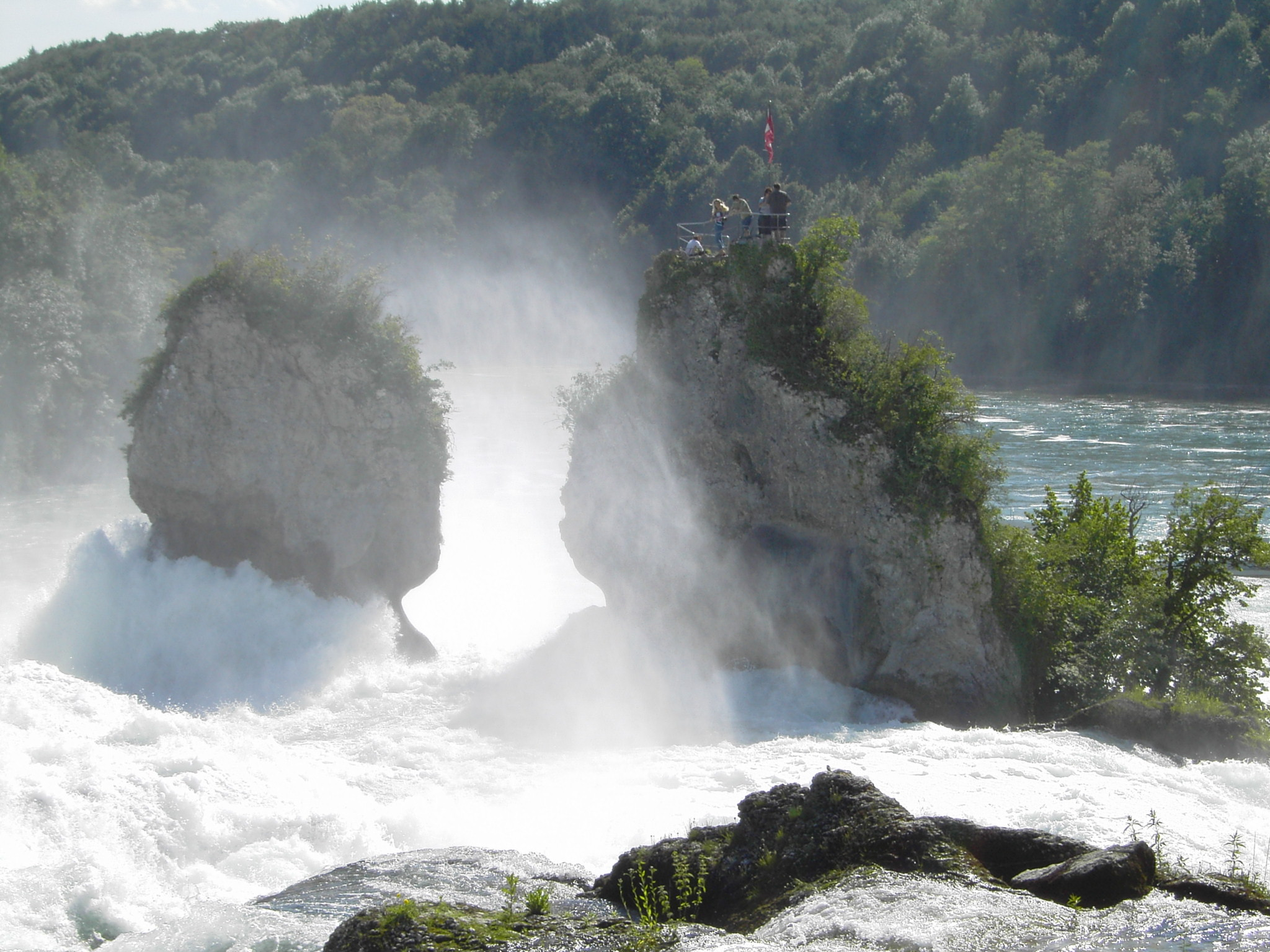
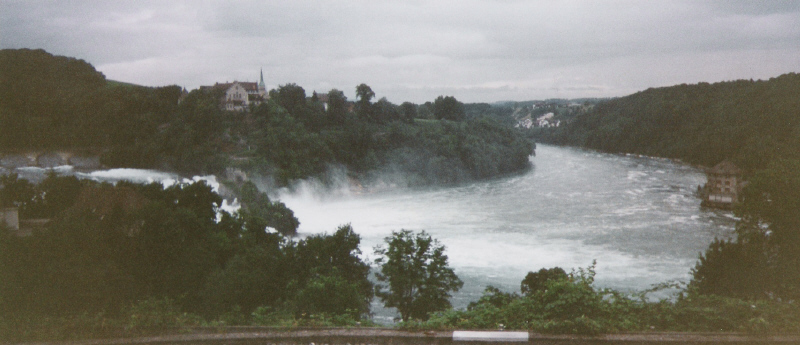
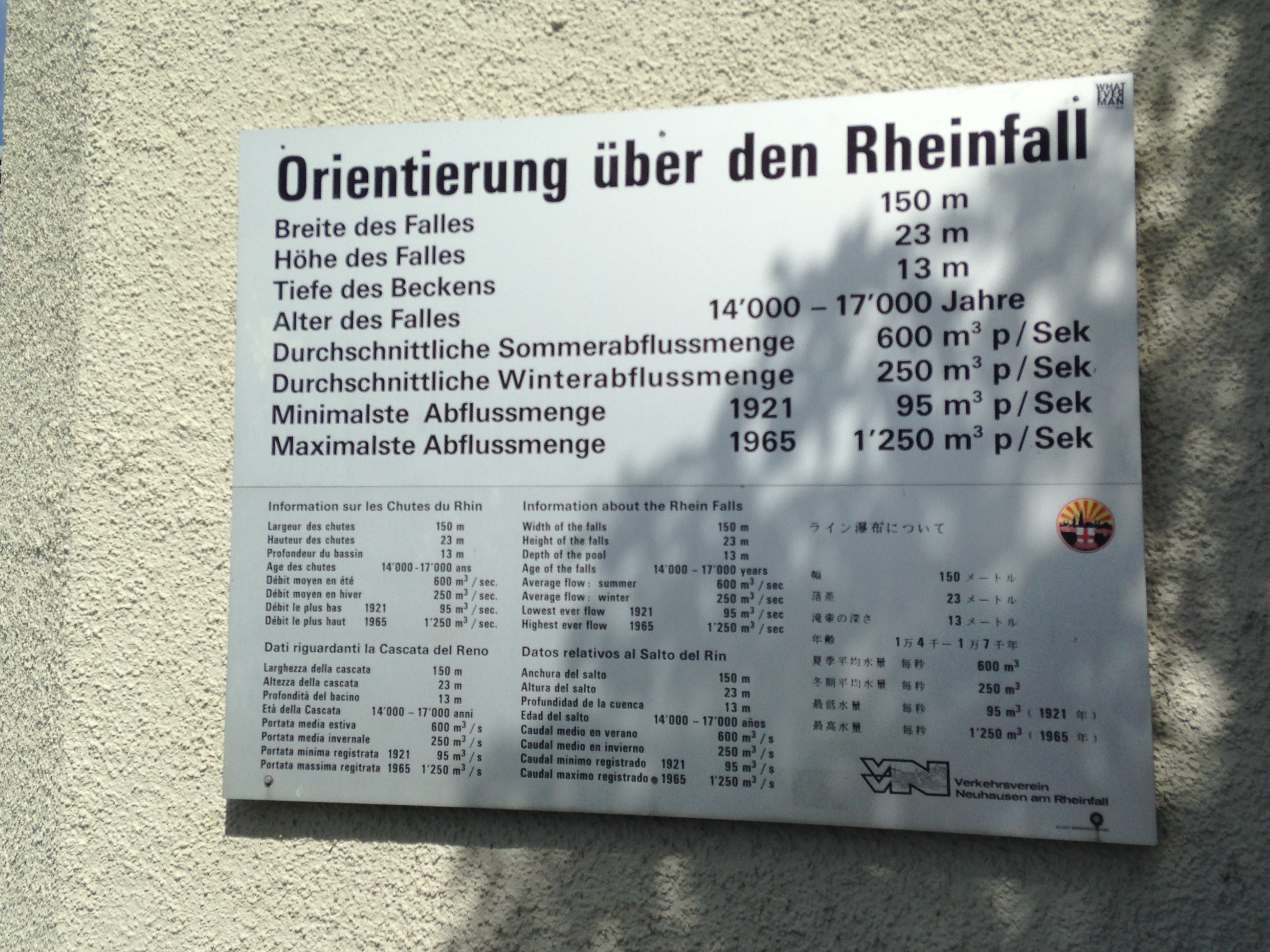
Informatiepaneel 2016